# Afrosternophorus dawydoffi
Espèce
Synonymes
- Sternophorus dawydoffi Beier, 1951

Afrosternophorus dawydoffi est une espèce de pseudoscorpions de la famille des Sternophoridae.

## Distribution
Cette espèce se rencontre au Cambodge, au Viêt Nam et en Thaïlande.

## Description
Les mâles mesurent de 2,0 à 3,3 mm et les femelles de 2,4 à 3,3 mm.

## Systématique et taxinomie
Cette espèce a été décrite sous le protonyme Sternophorus dawydoffi par Beier en 1951. Elle est placée dans le genre Afrosternophorus par Harvey en 1985.

## Étymologie
Cette espèce est nommée en l'honneur de Constantin Dawydoff.

## Publication originale
- Beier, 1951 : Die Pseudoscorpione Indochinas. Mémoires du Muséum National d'Histoire Naturelle, Paris, nouvelle série, vol. 1, p. 47-123 (texte intégral).